# Skills Challenge
Le Skills Challenge eut lieu pour la première fois durant le NBA All-Star Weekend de 2003. C'est une compétition pour les joueurs agiles avec le ballon. Tout d'abord, le concurrent doit effectuer un lay-up ; puis, il doit dribbler entre trois obstacles. Les règles habituelles de dribble doivent être respectées. À la fin des obstacles, le joueur doit faire un lancer qui ne doit pas toucher l'arceau, suivi par un lancer dans un deuxième panier qui ne doit également pas toucher l'arceau. Après ces lancers, le joueur effectue un tir à 6 mètres du panier. Ensuite, le joueur doit faire un long lancer dans un troisième panier. Pour finir, le joueur doit dribbler entre un ensemble de trois obstacles et compléter l'épreuve par un lay-up. C'est après que toutes ces tâches sont effectuées victorieusement que le chronomètre s'arrête. Après un premier tour, les deux joueurs les plus rapides s'affrontent alors en finale.
Depuis 2022, la compétition évolue en un tournoi de 3 épreuves opposant 3 équipes. Elle comprend toujours un parcours avec du dribble, de la passe et du tir à mi-distance et à trois points. La seconde épreuve est un concours de passes et la dernière épreuve est un concours de tirs avec plusieurs spots de tirs amenant plus ou moins de points.

## Dénomination
Lors de ces débuts, la compétition se dénommait 989 Sports Skills Challenge, puis fut rebaptisée PlayStation Skills Challenge lors du All-Star Weekend 2005.

## Vainqueurs
- 2025 : Donovan Mitchell, Evan Mobley, Cavaliers de Cleveland.
- 2024 : Tyrese Haliburton, Bennedict Mathurin, Myles Turner, Pacers de l'Indiana.
- 2023 : Jordan Clarkson, Walker Kessler, Collin Sexton, Jazz de l'Utah.
- 2022 : Jarrett Allen, Darius Garland, Evan Mobley, Cavaliers de Cleveland.
- 2021 : Domantas Sabonis, Pacers de l'Indiana.
- 2020 : Bam Adebayo, Heat de Miami.
- 2019 : Jayson Tatum, Celtics de Boston.
- 2018 : Spencer Dinwiddie, Nets de Brooklyn.
- 2017 : Kristaps Porziņģis, Knicks de New York.
- 2016 : Karl-Anthony Towns, Timberwolves du Minnesota.
- 2015 : Patrick Beverley, Rockets de Houston.
- 2014 : Damian Lillard, Trail Blazers de Portland et Trey Burke, Jazz de l'Utah en 45,2 secondes.
- 2013 : Damian Lillard, Trail Blazers de Portland en 29,8 secondes.
- 2012 : Tony Parker, Spurs de San Antonio en 32,8 secondes.
- 2011 : Stephen Curry, Warriors de Golden State en 28,2 secondes.
- 2010 : Steve Nash, Suns de Phoenix en 29,9 secondes.
- 2009 : Derrick Rose, Bulls de Chicago en 35,3 secondes.
- 2008 : Deron Williams, Jazz de l'Utah en 25,5 secondes.
- 2007 : Dwyane Wade, Heat de Miami en 26,4 secondes.
- 2006 : Dwyane Wade, Heat de Miami en 26,1 secondes.
- 2005 : Steve Nash, Suns de Phoenix en 25,8 secondes.
- 2004 : Baron Davis, Hornets de La Nouvelle-Orléans en 31,6 secondes.
- 2003 : Jason Kidd, Nets du New Jersey en 35,1 secondes.

## Participants
- 2025 : Donovan Mitchell, Evan Mobley, Moses Moody, Draymond Green, Zaccharie Risacher, Alexandre Sarr, Victor Wembanyama et Chris Paul.
- 2024 : Tyrese Haliburton, Bennedict Mathurin, Myles Turner, Paolo Banchero, Anthony Edwards, Victor Wembanyama, Scottie Barnes, Tyrese Maxey et Trae Young.
- 2023 : Paolo Banchero, Jaden Ivey, Jabari Smith Jr., Jordan Clarkson, Walker Kessler, Collin Sexton, Álex Antetokoúnmpo, Giánnis Antetokoúnmpo et Thanásis Antetokoúnmpo.
- 2022 : Scottie Barnes, Cade Cunningham, Josh Giddey, Jarrett Allen, Darius Garland, Evan Mobley, Álex Antetokoúnmpo, Giánnis Antetokoúnmpo et Thanásis Antetokoúnmpo.
- 2021 : Domantas Sabonis, Nikola Vučević, Luka Dončić, Chris Paul, Julius Randle et Robert Covington.
- 2020 : Bam Adebayo, Patrick Beverley, Spencer Dinwiddie, Khris Middleton, Shai Gilgeous-Alexander, Domantas Sabonis, Pascal Siakam et Jayson Tatum.
- 2019 : Nikola Vučević, Nikola Jokić, Mike Conley, Jayson Tatum, De'Aaron Fox, Trae Young, Luka Dončić, Kyle Kuzma.
- 2018 : Al Horford, Joel Embiid, Lauri Markkanen, Andre Drummond, Spencer Dinwiddie, Buddy Hield, Jamal Murray, Lou Williams.
- 2017 : Gordon Hayward, John Wall, Devin Booker, Isaiah Thomas, DeMarcus Cousins, Kristaps Porziņģis, Nikola Jokić, Anthony Davis.
- 2016 : Jordan Clarkson, C. J. McCollum, Isaiah Thomas, Emmanuel Mudiay, Draymond Green, Karl-Anthony Towns, DeMarcus Cousins, Anthony Davis.
- 2015 : Isaiah Thomas, Patrick Beverley, Jeff Teague, Elfrid Payton, Trey Burke, Brandon Knight, Kyle Lowry, Dennis Schröder.
- 2014 : DeMar DeRozan/Giannis Antetokounmpo, Michael Carter-Williams/Victor Oladipo, Reggie Jackson/Goran Dragić, Damian Lillard (2)/Trey Burke.
- 2013 : Jrue Holiday, Brandon Knight, Damian Lillard, Jeremy Lin, Tony Parker, Jeff Teague.
- 2012 : Kyrie Irving, Tony Parker, Rajon Rondo, John Wall, Russell Westbrook, Deron Williams.
- 2011 : Stephen Curry, Chris Paul, Derrick Rose, John Wall, Russell Westbrook.
- 2010 : Steve Nash, Deron Williams, Brandon Jennings, Russell Westbrook.
- 2009 : Derrick Rose, Devin Harris, Maurice Williams, Tony Parker.
- 2008 : Deron Williams, Chris Paul, Jason Kidd, Dwyane Wade.
- 2007 : Dwyane Wade, Kobe Bryant, LeBron James, Chris Paul.
- 2006 : Dwyane Wade, LeBron James, Chris Paul, Steve Nash.
- 2005 : Steve Nash, Earl Boykins, Luke Ridnour, Gilbert Arenas.
- 2004 : Baron Davis, Derek Fisher, Earl Boykins, Stephon Marbury.
- 2003 : Jason Kidd, Gary Payton, Stephon Marbury, Tony Parker.